# Ansatsu Kyoushitsu
Ansatsu Kyoushitsu (яп. 暗殺教室 ансацу кё:сицу, букв. «Класс убийц») — сёнэн-манга, написанная и проиллюстрированная Юсэем Мацуи. Впервые была опубликована 2 июля 2012 года в журнале Weekly Shonen Jump. Первый том манги был издан 2 ноября 2012 года. Манга была завершена 25 апреля 2016 года, а последний, 21-й том, был выпущен 4 июля 2016. На момент завершения она насчитывала 185 глав, включая 5 бонусных. По её мотивам было создано два сезона аниме-сериала, несколько OVA и ONA, а также два художественных фильма. 19 ноября 2016 года состоялась премьера полнометражного фильма Ansatsu Kyoushitsu The Movie: 365 Days, а также Koro-sensei Q! — спин-оффа по мотивам одноимённой манги Кидзуку Ватанабэ и Дзё Аото.

## Сюжет
Сюжет начинается со внезапного уничтожения 70 % Луны. Некое осьминогоподобное существо, которое позже станет известно, как Коро-сэнсэй, просит, чтобы ему отдали в обучение класс 3E средней школы Кунугигаока (яп. 椚ヶ丘 кунугигаока, «Дубовый холм»). Коро сказал, что это он повредил Луну, и то же самое он собирается сделать с Землёй через год. Это могущественное существо невосприимчиво к обычному оружию, способно разгоняться до 20 Махов, и правительство оказывается неспособно его убить. Класс 3Е отдают при условии, что Коро не причинит ученикам вреда, а ученикам позволено пытаться убить это существо.
Классу 3Е в школе отведена роль изгоев, остальные ученики и учителя подвергают класс 3Е травле. В класс 3Е отправляют отстающих учеников и хулиганов из других классов. Данная система внедрена директором, цель системы — заставить остальных учеников учиться на отлично под страхом перевода в класс 3Е.
Коро устанавливает в классе дружескую атмосферу, занимается индивидуально с каждым учеником и помогает избавиться от комплексов и неуверенности в себе. В результате ученики класса 3Е сдают контрольные на отлично. Параллельно представитель правительства (устроен в класс физруком) готовит из учеников класса 3Е профессиональных убийц. Ученики периодически пытаются убить Коро, накапливая опыт в ходе неудачных попыток. Из-за недостаточного прогресса учеников физрука заменяют новым (Такаока-сэнсэй). Такаока пытается заставить детей выполнять тяжелейшие тренировки, в ходе которых слабейшие погибнут, но сильнейшие станут способными уничтожить Коро. Ученики дают отпор, и Такаоку убирают из школы.
К концу первого сезона класс 3Е готовит мощный план уничтожения Коро, при реализации которого они почти убивают Коро. Коро выживает благодаря использованию ранее не афишируемой способности сжаться в неуязвимый шарик размером с дыню, но трансформироваться в привычную форму он сможет через 24 часа. Как оказалось, обиженный Такаока с поехавшей крышей наблюдал за классом 3Е и Коро. Он чуть ранее с помощью подручных ввёл вирус некоторым ученикам и теперь требует передать ему беспомощного Коро в обмен на вакцину. Оставшиеся на ногах ученики класса побеждают Такаоку.
Также в ходе первого сезона пару раз показывается «брат» Коро с «наставником» из неизвестной организации, обладающий способностями Коро, но внешне выглядящий как человек. «Брат» под руководством наставника пытается убить Коро, но ему не хватает опыта.
Позднее выясняется, что Коро создан на Земле. Опыты проводил безумный учёный Янагисава Котаро (тот самый «наставник») над киллером экстра класса Синигами, который в итоге превратился в Коро и обрёл суперсилы. На Луне также была база, на которой проводились опыты как над Коро, только на мышах. В ходе опыта, мышь взорвалась, повредив Луну. Учёные поняли, что Коро также взорвётся и разнесёт Землю — оставшийся срок — тот самый год, о котором говорил Коро классу 3Е. Сотрудница лаборатории Агури (она учила класс 3Е до Коро) сказала об этом Коро и он сбежал. В ходе побега Агури погибает и просит учить класс 3Е.
Узнав правду, ученики (после драки двух половин класса) решают найти средство от взрыва Коро и не убивать его. Но правительство разработало грандиозный план (с применением громадной орбитальной пушки) по уничтожению Коро, который принялось выполнять. Вокруг школы создали барьер, непреодолимый для Коро. Ученики встали на защиту Коро и нейтрализовали подбиравшийся спецназ. В ходе выполнения плана появился Янагисава с новым подопытным. В результате боя Янагисава и подопытный уничтожены. Орбитальная пушка готовится нанести новый удар, сбежать Коро не может (барьер), и ученики убивают его.

## Персонажи
- Коро-сэнсэй (он же Бог смерти) — главный герой. Ранее был киллером, после эксперимента приобрёл суперсилы и стал похож на осьминога.
- Нагиса Сиота — главный герой. Синеволосый мальчик, похожий на девочку, воспитанный душевнобольной матерью. В 24 серии 2 сезона он наносит смертельный для Коро-сенсея удар.
- Каэдэ Каяно (Акари Юкимура) — подруга Нагисы. Зеленоволосая девочка, сестра Агури Юкимуры. Владела щупальцами, как Итона.
- Агури Юкимура — прежний руководитель класса 3Е. Невеста Янагисавы, работала под его руководством в лаборатории и общалась с Коро. Янагисаву не любила, вышла за него замуж под давлением родителей. Погибла при бегстве Коро из лаборатории.
- Котаро Янагисава — главный злодей. Психопат, учёный проводивший опыты над Синигами. Избивал Агури, считал ни на что не годной.
- Такаока — главный злодей в первом сезоне.
- Карма Акабанэ — друг Нагисы и его главный противник в 3Е классе. Очень умён, ловок и силён. Садист.